# Frank De Bleeckere

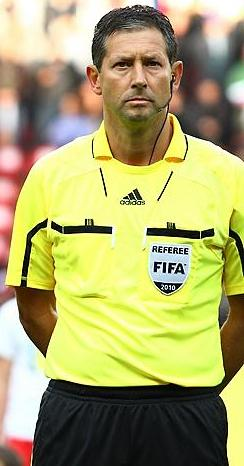
Frank De Bleeckere

Frank De Bleeckere (* 1. Juli 1966 in Oudenaarde) ist ein ehemaliger belgischer Fußballschiedsrichter.

## Werdegang
Der ausgebildete PR-Manager stand ab dem 1. Januar 1998 auf der Liste der FIFA-Schiedsrichter. Aufgrund seines sprachlichen Talentes – er spricht neben Niederländisch auch Französisch, Englisch und Deutsch fließend – eignete er sich für internationale Spiele und wurde nicht zuletzt deshalb auch für die Fußball-Weltmeisterschaft 2006 in Deutschland berücksichtigt und kam bei der Europameisterschaft 2008 in der Schweiz und Österreich zum Einsatz. Seine Assistenten waren Peter Hermans und Alex Verstraeten. Unter anderem leitete er das Gruppenspiel Deutschland gegen Kroatien und das Halbfinale zwischen Russland und Spanien am 26. Juni 2008 in Wien.
Seine ersten Erfahrungen auf internationaler Ebene sammelte De Bleeckere bei der U16-Europameisterschaft in Schottland 1998, dem Meridian Cup 2001 in Italien und der FIFA Jugend-Weltmeisterschaft in den Vereinigten Arabischen Emiraten 2003. Sein Länderspieldebüt gab er beim Spiel Zypern gegen die Republik Irland am 24. März 2001. Als 4. Schiedsrichter war er auch bei der Europameisterschaft 2004 in Portugal dabei. Seit 1999 leitet de Bleeckere regelmäßig internationale Spiele.
Seit der Saison 2001/02 leitet er Spiele der UEFA Champions League, darunter 2009/10 das Champions-League-Halbfinale zwischen dem FC Barcelona und Inter Mailand.

## Wichtige Spiele
- UEFA Champions League 2004/05 Viertelfinale: FC Liverpool (ENG) – Juventus Turin (ITA)
- FIFA U-17-Weltmeisterschaft Peru (2005) Finale: Mexiko – Brasilien
- WM 2006 Deutschland, Vorrunde Gruppe C: Argentinien – Elfenbeinküste, Vorrunde Gruppe F: Japan – Kroatien, Achtelfinale England – Ecuador, Viertelfinale Italien – Ukraine
- Qualifikation zur WM 2006 Rückspiel der Relegation (2005): Türkei – Schweiz
- Europameisterschaft 2008 Vorrunde: Kroatien – Deutschland, Russland – Schweden, Halbfinale: Russland – Spanien
- UEFA Champions League 2009/10 Halbfinale: FC Barcelona (SPA) –  Inter Mailand  (ITA)
- WM 2010 Südafrika, Vorrunde Gruppe B: Argentinien – Südkorea; Vorrunde Gruppe C: USA – Algerien, Achtelfinale Paraguay – Japan